# Sovralimentazione tramite compressore volumetrico

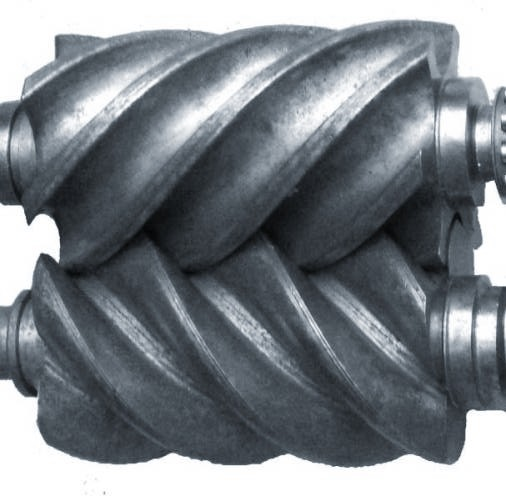
Compressore volumetrico (a doppia vite).

Funzionamento di un compressore a lobi.

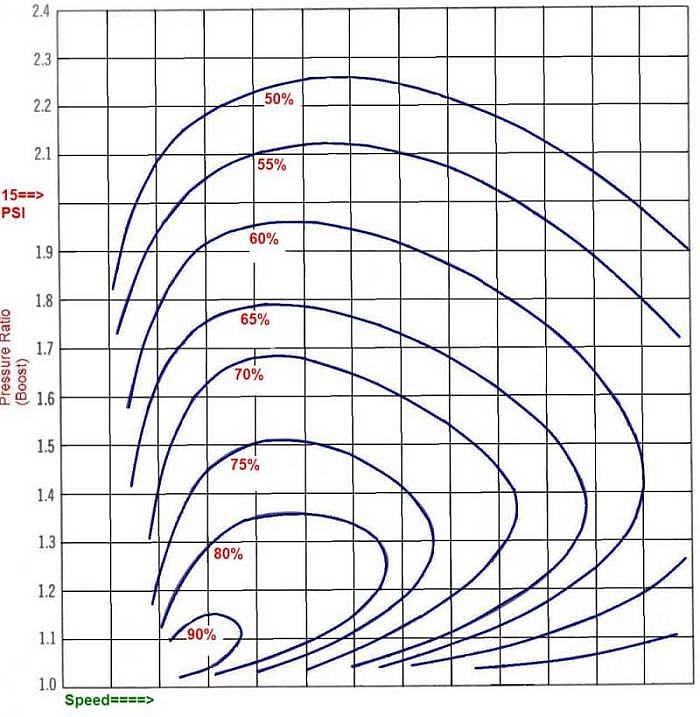
Grafico del rendimento di un compressore a lobi, in funzione della compressione e del regime

Il compressore volumetrico viene utilizzato per la sovralimentazione di motori alternativi endotermici. L'azionamento avviene attraverso un collegamento meccanico al motore (o altro dispositivo, come un motore elettrico) del quale il compressore sfrutta la potenza per comprimere l'aria che viene poi inviata ai cilindri.

## Storia
Abbastanza diffuso in passato, riproposto con la Fiat Argenta nel 1984, il compressore volumetrico è tornato recentemente in auge grazie all'ampio utilizzo da parte della Mercedes sulle versioni "Kompressor" e grazie a progetti come quello della Lotus Elise 240R.
In questa vettura il motore della Toyota Celica 2ZZ-ge (1,8 litri per 189 hp) è abbinato infatti ad un compressore volumetrico.
Ne risulta un aumento della coppia pari al 23% e della potenza del 22%.
Questo sistema si presenta come un'ottima alternativa al turbocompressore.
Oggi il compressore volumetrico è usato solamente nei motori alimentati a benzina per lo più per evitare i problemi legati alle elevate temperature dei gas di scarico e per essere più facilmente abbinato ad alimentazioni a GPL o a metano che, per le loro caratteristiche chimiche, aumentano ancora di più la temperatura dei gas di scarico, avvicinandosi ai 1000 °C, temperatura difficilmente sopportabile dai materiali metallici di uso corrente nei motori di serie.
Nei motori a gasolio, invece, l'uso delle turbine a geometria variabile elimina del tutto gli svantaggi del compressore volumetrico abbinando la coppia ai bassi regimi alla potenza elevata.

## Caratteristiche
Le peculiarità di questo tipo di sovralimentazione principalmente sono due:
- macchina volumetrica, la sua caratteristica lineare, dove la portata di aria trattata è proporzionale alla velocità di rotazione dell'albero di azionamento;
- collegamento meccanico, il compressore è collegato direttamente tramite cinghia o ruote dentate all'albero motore o a un motore elettrico.

L'efficienza di questo sistema peggiora con l'azionamento diretto con il motore termico al salire del numero di giri, in maniera qualitativamente contraria a quanto avviene nella sovralimentazione tramite turbocompressore, mentre nell'azionamento con motore elettrico indipendente non solo non si ha questo inconveniente, ma si riesce a variare la sua azione, migliorando ulteriormente il comportamento e riducendone ulteriormente l'assorbimento d'energia.

### Vantaggi
Questo sistema permette:
- Spinta fin dai bassi regimi, dato che non necessita dei gas di scarico
- Assenza del ritardo in risposta al comando gas, infatti il sistema turbocompresso è caratterizzato dal turbo-lag, ovvero il ritardo della risposta del dispositivo meccanico ai bassi regimi
- Più affidabile, è soggetto a minore stress termico e meccanico

### Svantaggi
Questo sistema ha come contro:
- Non riesce a garantire le prestazioni massime del turbocompressore, dovuto ai limiti fisici del sistema
- Maggiori consumi, in quanto non riesce a sfruttare i gas di scarico ma assorbe energia dal motore, con un rendimento inferiore rispetto a un motore aspirato o turbocompresso

## Descrizione
In commercio esistono vari tipi di compressori volumetrici:

### Lobi (Roots)
Costituito da due o tre lobi che comprimono l'aria in aspirazione.
Il compressore viene azionato dall'albero motore attraverso una cinghia, a cui è direttamente connesso tramite un rapporto demoltiplicato.

#### Volumex

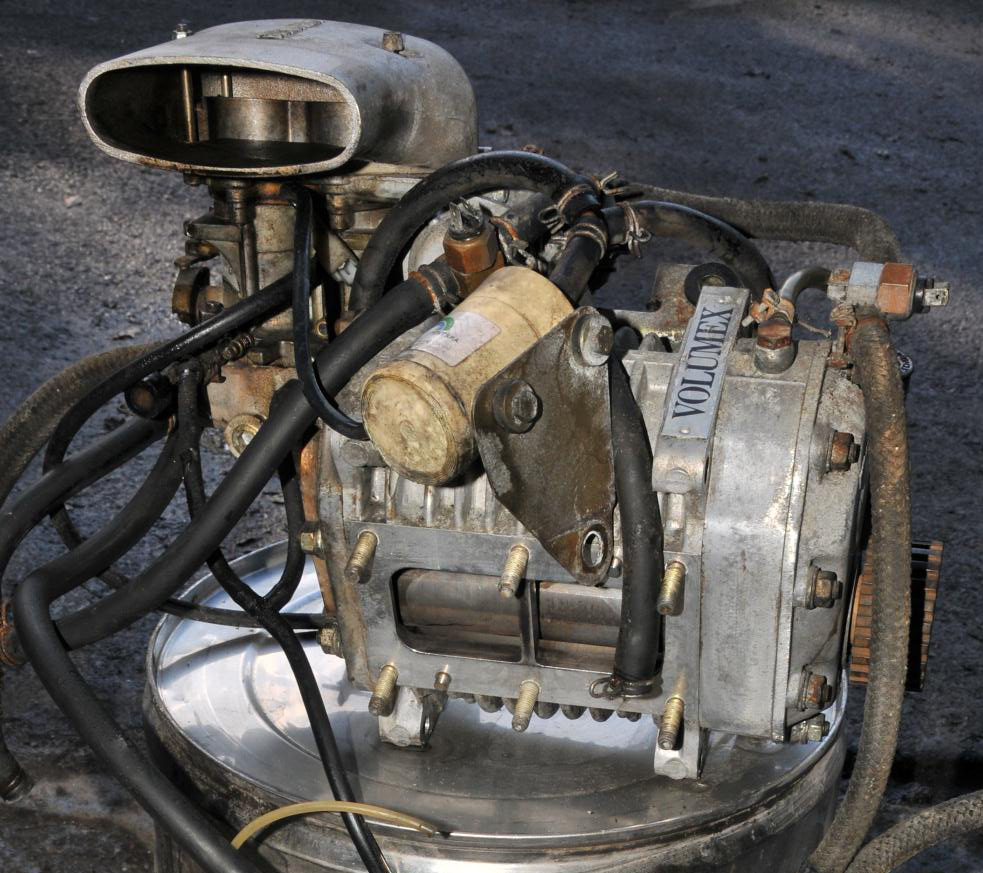
Compressore 'Volumex'

Il volumex è un compressore volumetrico brevettato dall'Abarth e variante dei compressori a lobi ed usato sia su automobili di serie che in quelle da competizione. Nel motore della Lancia Delta S4, accoppiato con un turbocompressore KKK era capace di fornire ad un motore di appena 1750 cc una potenza di 500 cavalli.
Il Volumex era già stato usato sulla Lancia Rally 037
Il gruppo è costituito da un involucro di alluminio, in cui i due rotori a due lobi sono supportati da cuscinetti alle estremità e azionati tra loro da ingranaggi e collegati al motore tramite la puleggia. Gli ingranaggi e i cuscinetti sul lato puleggia sono lubrificati da un serbatoio di olio, mentre i cuscinetti all'estremità opposta sono lubrificati esclusivamente con grasso.

### A vite
Si tratta di un'evoluzione dei compressori a lobi, dove il flusso d'aria viene progressivamente e continuamente spinto verso il motore, grazie all'inclinazione dei lobi i quali non sono più piatti o poco avvitati, ma molto avvitati tra loro, in modo del tutto analogo alla filettatura di una vite, che invece di far scorrere l'aria tra i lobi, la fa scorrere lungo di essi.

### A Palette
Dei compressori volumetrici a palette i più famosi sono gli Zoller ed i Centric e si basa su una girante disposta eccentricamente su di un cilindro, la girante è munita di palette, che sigillano le diverse parti del cilindro, questo permette alla girante di spingere l'aria da un lato all'altro del compressore.
In passato venne prodotto anche un compressore a palette Judson, le quali erano azionate centrifugamente dal rotore e per tale motivo richiedeva di una lubrificazione a perdere, di cui venne realizzata anche una versione azionata tramite un motore elettrico.

### Misto volumetrico-dinamico
Questa soluzione non è nuova; venne applicata con successo la prima volta dalla Lancia sulla Delta S4 ed è ora stato recentemente riproposta dal Gruppo AUDI-VW.
Il gruppo AUDI-VW ha presentato un motore benzina (1.4 TSI da 140 cv e 185 cv) con entrambi i sistemi di sovralimentazione: turbocompressore e compressore volumetrico.

Il compressore è collegato all'albero motore solo nei regimi bassi, già a 1000 rpm in modo da garantire una coppia degna di un buon 2000 cm3; poi, superando un certo numero di giri motore, interviene la turbina con un elevato A/R che garantisce potenze elevate.

## Utilizzo
- Ford GT (Lysholm)
- Corvette ZR1 (a 4 lobi)
- Fiat 131 Abarth Rally "volumetrico"
- Pininfarina Spidereuropa "Volumex"
- Lancia Rally 037
- Lancia Beta coupé e HPE "Volumex"
- Fiat Argenta VX (SX in Italia)
- Lancia Trevi "Volumex"
- Seat Ibiza Cupra 6J
- Volkswagen Polo 1.3 G40
- Volkswagen Polo 1.4 GTI 6R
- Volkswagen Golf  1.8 G60
- Volkswagen Corrado  1.8 G60
- Volkswagen Passat  1.8 G60
- Mercedes-Benz "Kompressor"
- MINI Cooper S
- Menzione a parte è per la Lancia Delta S4 che abbinava un compressore volumetrico ad un turbocompressore per evitare turbo-lag nei bassi regimi, che veniva bypassato all'entrata in funzione del turbo.
- Volkswagen Golf TSI, anche in questo caso unito al turbocompressore
- Nelle gare di accelerazione il compressore volumetrico è molto usato: serve molta coppia fin dai regimi più bassi per poter scattare velocemente all'accensione della luce verde.
- Jaguar XJ-8